# 16212 Theberge
16212 Theberge (2000 CB84) là một tiểu hành tinh vành đai chính được phát hiện ngày 4 tháng 2 năm 2000 bởi Nhóm nghiên cứu tiểu hành tinh gần Trái Đất phòng thí nghiệm Lincoln ở Socorro.